# Foreste miste pannoniche
Le foreste miste pannoniche sono un'ecoregione dell'ecozona paleartica, definita dal WWF (codice ecoregione: PA0431), che si estende attraverso il settore sud-orientale dell'Europa centrale: ricopre l'intera Ungheria, così come la parte meridionale e occidentale della Slovacchia, l'estremità sud-occidentale dell'Ucraina, la Romania occidentale, la Serbia settentrionale, la Bosnia ed Erzegovina settentrionale, l'interno della Croazia, la Slovenia centrale, orientale e sud-orientale, l'Austria orientale e la Repubblica Ceca sud-orientale.

## Territorio
Questa ecoregione è costituita da una vasta depressione circondata da tre grandi catene montuose: i Carpazi, le Alpi e le Alpi Dinariche. Queste montagne producono un'ombra pluviometrica che permette a ben poche precipitazioni di raggiungere il centro dell'ecoregione. La regione possiede numerosi fiumi, torrenti e laghi e ospita popoli appartenenti a molte culture diverse - tra cui austriaci, croati, ungheresi e ucraini. Tuttavia, nonostante l'area sia intensamente popolata, rimangono ancora vasti frammenti di habitat intatto.

## Flora
Tipi diversi di comunità vegetali si estendono come cerchi concentrici dal centro della depressione fino alle pendici montuose che cormano il confine esterno dell'ecoregione. Proprio al centro, dove la pioggia è quasi completamente bloccata dalle montagne circostanti, cresce una vegetazione simile a quella che caratterizza la steppa. Allontanandosi dal centro, incontriamo foreste di carpino (Carpinus spp.), acero dei tartari (Acer tataricum) e cerro (Quercus cerris). Sui fianchi delle montagne, prendono pian piano il sopravvento foreste di olmo comune (Ulmus minor), pioppo bianco (Populus alba) e farnia (Quercus robur). Lungo il Danubio, che attraversa l'intera area, crescono foreste riveriasche e alberi come l'ontano nero (Alnus glutinosa), il frassino (Fraxinus spp.) e il salice (Salix spp.).

## Fauna
A causa della grande varietà di habitat disponibili in questa ecoregione, vivono qui molte specie diverse di animali. BirdLife International ha designato 50 Important Bird and Biodiversity Area entro i confini della regione. Le zone umide forniscono rifugio a spatole (Platalea alba), aironi bianchi maggiori (Ardea alba), albanelle minori (Circus pygargus) e otarde (Otis tarda). Qui vivono anche specie in pericolo di estinzione come il visone europeo (Mustela lutreola), la vipera dell'Orsini (Vipera ursinii), la vipera dal corno (Vipera ammodytes), lo scinco occhi di serpente (Ablepharus kitaibelii) e la lucertola dei Balcani orientali (Podarcis tauricus). Tra i mammiferi qui presenti vi sono la lepre europea (Lepus europaeus), il coniglio selvatico (Oryctolagus cuniculus) e il lupo (Canis lupus). Falchi pecchiaioli (Pernis apivorus) e astori (Accipiter gentilis) sono grossi rapaci che si nutrono di piccoli mammiferi come lepri e conigli. Uccelli terricoli come la quaglia (Coturnix coturnix) si nascondono tra l'erba alta e i cespugli. L'allocco degli Urali (Strix uralensis), la civetta capogrosso (Aegolius funereus) e il rondone maggiore (Tachymarptis melba) sono diffusi in tutta la regione.

## Conservazione

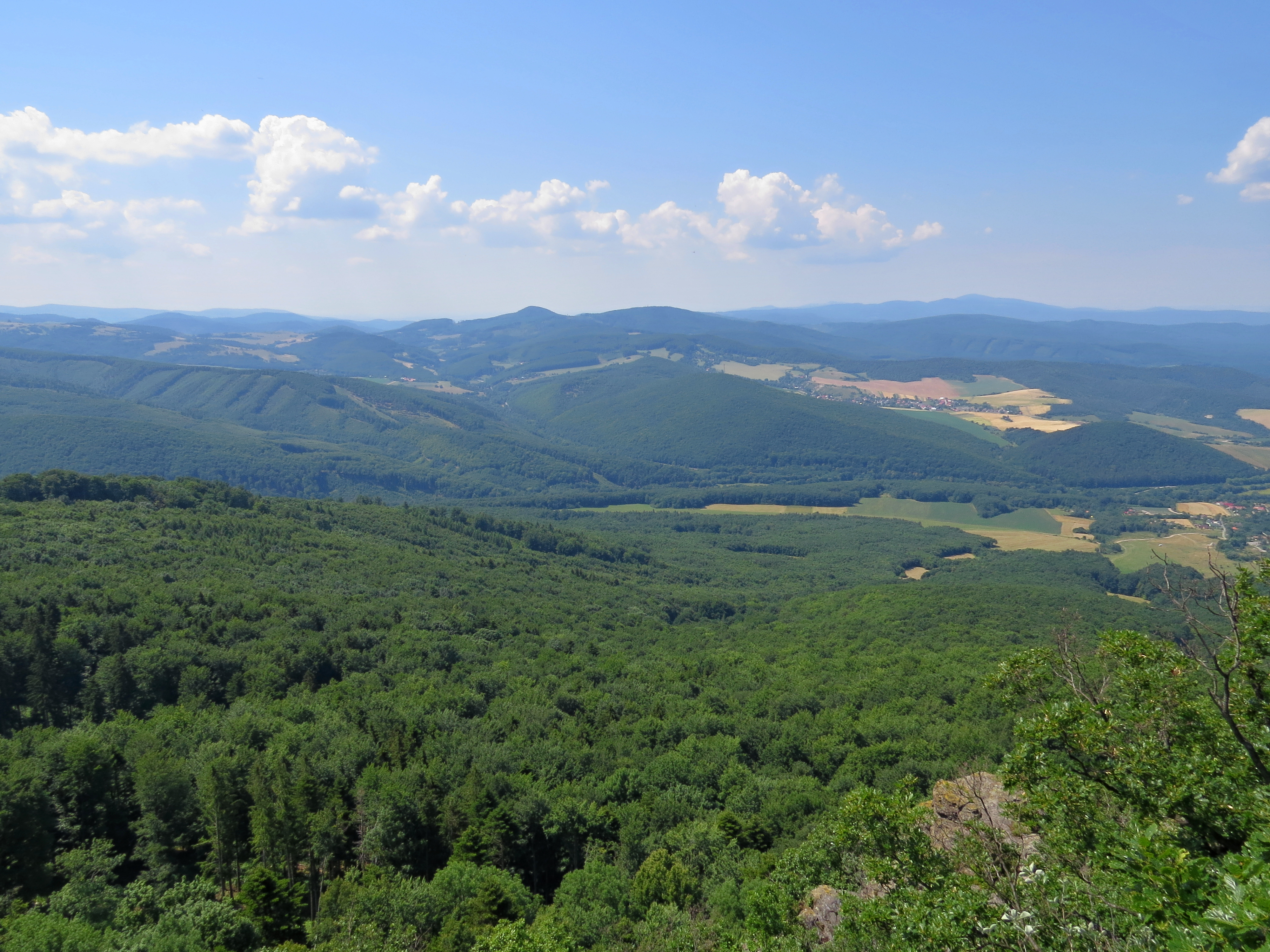
Riserva naturale di Buchlov, Repubblica Ceca

La continua industrializzazione dell'Europa centrale sta aumentando i problemi legati all'inquinamento e alla crescente richiesta di risorse, che sta portando ad una crescente deforestazione e alla distruzione degli habitat naturali. Altri fattori che minacciano questa ecoregione sono l'espansione e l'intensificazione dell'agricoltura, la caccia, la costruzione di dighe, l'irrigazione, i ripetuti incendi, la costruzione di strade e il sovrapascolo ai danni di praterie e steppe.